# Cidade de 15 minutos

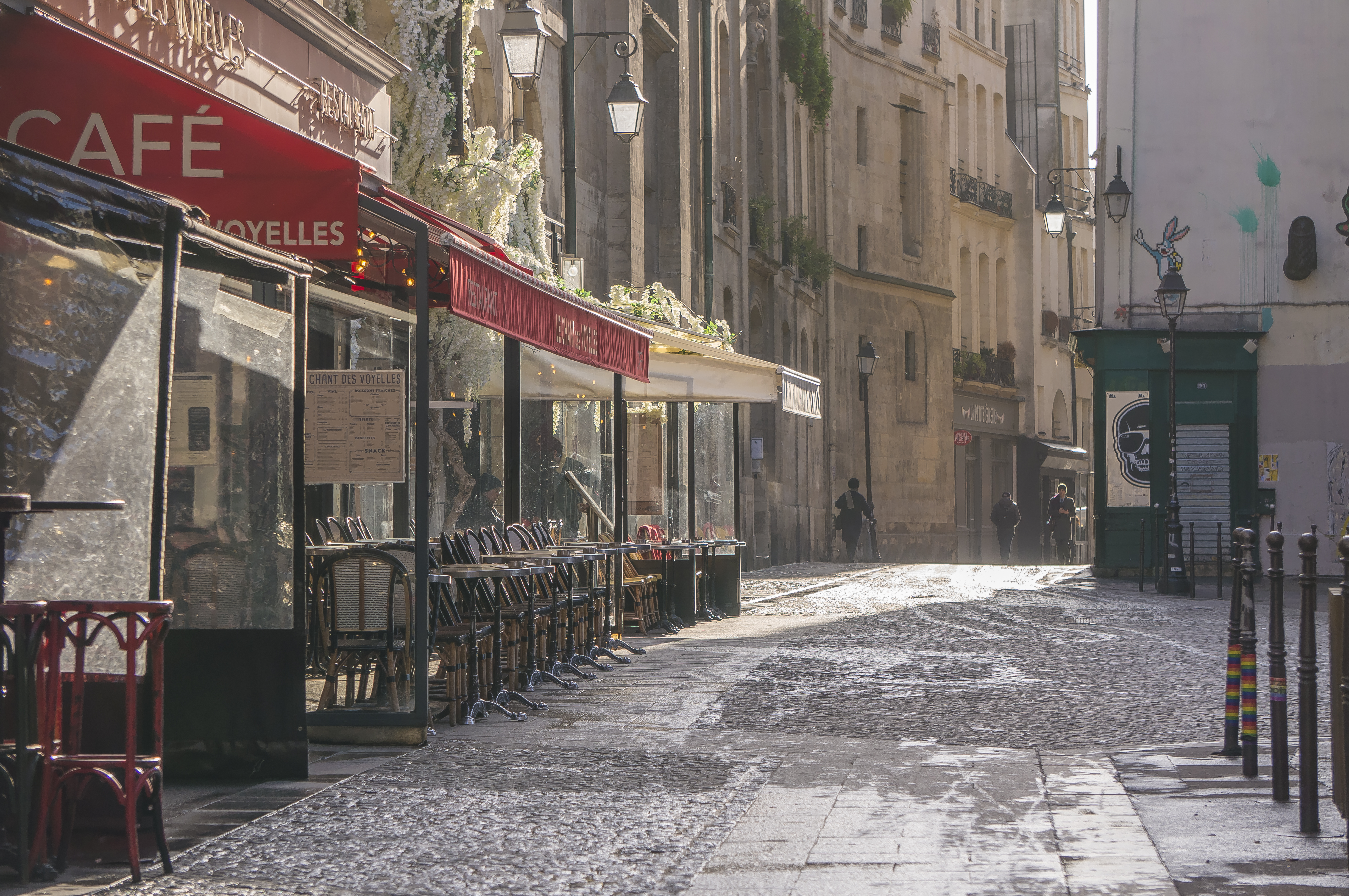
Primeiros Dias, COVID-19, Café, Paris

Uma cidade de 15 minutos é um conceito urbano residencial no qual a maioria das necessidades diárias pode ser atendida a pé ou de bicicleta a partir das casas dos moradores. O conceito foi popularizado por Anne Hidalgo, prefeita de Paris, e inspirado pelo cientista franco-colombiano Carlos Moreno em 2016. Cidades de 15 minutos são construídas a partir de uma série de bairros de 5 minutos, também conhecidos como comunidades completas ou bairros caminháveis. O conceito foi descrito como um "retorno a um modo de vida local."